# Rémi Lefebvre
Rémi Lefebvre (Lens, 27 settembre 1971) è un politologo, militante politico e professore universitario francese.
Docente all'Università di Lilla, insegna anche al Sciences Po Lille. È uno specialista di partiti politici, potere locale e mobilitazione elettorale, in particolare per quanto riguarda il Partito socialista, di cui è stato attivista e poi, dal 2002, dirigente locale, prima di lasciarlo nel 2018.

## Biografia

### Gioventù e formazione
Il padre di Rémi Lefebvre è stato eletto sindaco nel 1978. Cresciuto in una famiglia fortemente politicizzata,
ha conseguito la laurea in storia presso l'Università di Lilla3, con una tesi intitolata La fédération socialiste du Nord de 1958 à 1969, realizzata sotto la supervisione di Jean-François Sirinelli.
Nello stesso anno ha conseguito un master a Sciences Po Lille, laureandosi con il massimo dei voti in tutte le sezioni. Nel 1995 si è iscritto al Partito socialista.
Nel 1996 ha conseguito un DEA (diploma post-laurea) in studi politici presso l'Università di Lille II, con lode, dal titolo Être maire à Roubaix : la prise de rôle d'un héritier (Essere sindaco di Roubaix: il ruolo di un erede), pubblicata sotto la supervisione del professor Michel Hastings.
Nel 2001 ha difeso la sua tesi Le socialisme saisi par l'institution municipale : des années 1880 aux années 1980 : jeux d'échelles, diretta da Frédéric Sawicki, presso l'Università di Lille 2.
Nel 2005 si è classificato quarto all'esame di agrégation in scienze politiche.

### Percorso professionale
Dopo aver ottenuto l'agrégation, fu nominato professore a Reims. Quattro anni dopo è diventato docente a Lilla.
Come ricercatore, è specializzato nello sviluppo del Partito socialista in Francia e nella regione Hauts-de-France.
Collabora regolarmente con la stampa francese ed è consultato come esperto da Le Monde, l'Humanité e Libération.
Le sue ricerche si concentrano sui partiti politici, la sinistra, il potere locale, la professione politica e la mobilitazione elettorale. Dopo aver lavorato a lungo sul Partito socialista, ha riorientato i suoi interessi di ricerca verso i partiti con pretese movimentiste (LREM e LFI). Ha pubblicato una ventina di libri a suo nome o come membro di un collettivo.

## Prese di posizione

### Affiliazione al partito
Membro del Partito socialista dal 1995, ne è uscito nell'ottobre 2018. Ha aderito alla Sinistra repubblicana e socialista, fondata da Marie-Noëlle Lienemann e Emmanuel Maurel.
Si è opposto a La France insoumise sui temi della politica estera, della concezione della nazione, dell'immigrazione e della laicità.
Ha criticato l'evoluzione delle posizioni del Partito socialista, affermando che "ideologicamente parlando, il PS oggi è un vuoto". Per il primo turno delle elezioni presidenziali francesi del 2022, insieme ad altri 800 accademici ha invitato a votare per Jean-Luc Mélenchon.
Dal 2020 non è più coinvolto nella politica militante o elettorale.

### Percorso elettivo
Dal 2002 al 2018 è stato membro delle autorità federali del nord del Partito socialista e candidato alle elezioni regionali francesi del 2004, in posizione non eleggibile.
Dal congresso di Reims del 2008 al 2018, è stato membro dell'ufficio federale della federazione del nord e delegato federale per la ricerca.
È consigliere comunale di Hellemmes-Lille. Si è candidato contro Gilles Pargneaux, sostenuto da Martine Aubry, ed è stato sconfitto.
Non ricopre più alcuna carica elettiva.

## Opere
- Mémoires du Front populaire (dir. avec Denis Lefebvre), Paris, éditions Leprince, 1997.
- Le Métier de maire à Roubaix, analyse d’un apprentissage, Les cahiers Roubaisiens, Roubaix, 2000.
- La Proximité en politique : rhétoriques, usages, pratiques (dir. avec Christian Le Bart), Rennes, Presses universitaires de Rennes, 2005.
- Roubaix : cinquante ans de transformations urbaines et de mutations sociales, (dir. avec Michel David, Bruno Duriez, Rémi Lefebvre... [et al.]), Presses universitaires de Lille, Septentrion, 2005.
- La Société des socialistes : le PS aujourd'hui, avec Frédéric Sawicki, éditions du Croquant, 2006.
- Le Débat public : une expérience française de démocratie participative, La Découverte, 2007, ouvrage collectif.
- Les Partis politiques à l’épreuve des procédures délibératives, (dir. avec Antoine Roger), Rennes, Presses universitaires, 2009.
- Les Transformations du militantisme socialiste, Recherche socialiste, 46‐47, OURS, 2009, ouvrage collectif.
- Leçons d’introduction à la science politique, éditions Ellipses, Paris, 2010.
- Les Primaires socialistes : la fin du parti militant, Raisons d'agir, Paris, 2011.
- Contribution au Dictionnaire critique et interdisciplinaire de la participation, Paris, GIS Démocratie et Participation, 2013.
- Sociologie politique du pouvoir local, Paris, Armand Colin, 2017 (U : Sociologie) avec Douillet Anne-Cécile
- Les primaires ouvertes. Un nouveau standard international ?, Lille, Presses du septentrion, 2019, co-direction avec Eric Treill
- L’entreprise Macron, Grenoble, Presses universitaires de Grenoble, 2019, co-direction avec Bernard Dolez, Julien Fretel
- Municipales : quels enjeux démocratiques ?, La Documentation française, 162 pages, 2020
- Séries politiques. Le pouvoir entre fiction et vérité, Louvain-la-Neuve, De Boeck, coll. « Ouvertures politiques », 2020, co-direction avec Emmanuel Taïeb
- Les primaires. De l’engouement au désenchantement, Paris, La documentation française, 2020.
- Faut-il désespérer de la gauche ?, essai, Éditions Textuel, coll. Idées-Débats, 2022
- L’entreprise Macron. A l’épreuve du pouvoir. Grenoble, Presses universitaires de Grenoble, 2022, co-direction avec Bernard Dolez, Anne-Cécile Douillet, Julien Fretel
- Le malheur militant, Louvain-la-Neuve, De Boeck, coll. « Ouvertures politiques », 2022, co-direction avec Catherine Leclercq, O. Filleule.
- Les mots des partis, Toulouse, Presses universitaires du Mirail, 2022
- Démobilisation électorale dans la France urbaine. Les élections municipales de 2020, PUR, 2023, co-direction avec Sébastien Vignon
- Politiser l’intercommunalité, Le cas des élections locales de 2020, Presses Universitaires du Septentrion, 2023, co-direction avec Sébastien Vignon
- Des citoyens à la conquête des villes. Les listes citoyennes et participatives lors des élections municipales de 2020,Editions du CNRS, 2023, co-direction avec Bachir M., Gourgues G., Sainty J.
- Des élus déclassés ?, Paris, Puf, La vie des idées, 2023, en-codirection avec Didier Demazière